# Vitalie Damașcan
Vitalie Damașcan (n. 24 ianuarie 1999, Soroca, județul Soroca, Republica Moldova) este un fotbalist moldovean, care joacă pe post de atacant la Maccabi Petah Tikva în Ligat ha'Al. Pe plan internațional, are prezențe la națională pentru Republica Moldova U17, Moldova U-19, Moldova U-21 și Republica Moldova.
Anterior el a mai jucat la Zimbru Chișinău, Sheriff Tiraspol, Torino FC și Fortuna Sittard.
Fratele său, Ilie Damașcan, este de asemenea fotbalist.